# Законы Рауля
Зако́ны Рау́ля — общее название открытых французским химиком Ф. М. Раулем в 1887 году количественных закономерностей, описывающих некоторые коллигативные (зависящие от концентрации, но не от природы растворённого вещества) свойства растворов.

## Первый закон Рауля
Первый закон Рауля связывает давление насыщенного пара над раствором с его составом; он формулируется следующим образом:
- Парциальное давление насыщенного пара компонента раствора прямо пропорционально его мольной доле в растворе, причём коэффициент пропорциональности равен давлению насыщенного пара над чистым компонентом.

{\displaystyle P_{i}=P_{i}^{o}X_{i}}
Для бинарного раствора, состоящего из компонентов А и В (компонент А считаем растворителем), удобнее использовать другую формулировку:
- Относительное понижение парциального давления пара растворителя над раствором не зависит от природы растворённого вещества и равно его мольной доле в растворе.

{\displaystyle {{{\rm {(}}P_{A}^{o}-P_{A}{\rm {)}}} \over {P_{A}^{o}}}=X_{B}}

На поверхности оказывается меньше молекул растворителя, способных испаряться — ведь часть места занимает растворённое вещество.

Растворы, для которых выполняется закон Рауля, называются идеальными. Идеальными при любых концентрациях являются растворы, компоненты которых очень близки по физическим и химическим свойствам (оптические изомеры, гомологи и т. п.), и образование которых не сопровождается изменением объёма и выделением либо поглощением теплоты. В этом случае силы межмолекулярного взаимодействия между однородными и разнородными частицами примерно одинаковы, и образование раствора обусловлено лишь энтропийным фактором.

### Отклонения от закона Рауля

Примеры отклонения от закона Рауля: полное давление паров смесей как функция состава при выбранной постоянной температуре

Растворы, компоненты которых существенно различаются по физическим и химическим свойствам, подчиняются закону Рауля лишь в области очень малых концентраций; при больших концентрациях наблюдаются отклонения от закона Рауля. Случай, когда истинные парциальные давления паров над смесью больше, чем вычисленные по закону Рауля, называют положительными отклонениями, а противоположные случаи — отрицательными отклонениями.
Причиной отклонений от закона Рауля является то обстоятельство, что однородные частицы взаимодействуют друг с другом иначе, чем разнородные (сильнее в случае положительных и слабее в случае отрицательных отклонений).
Реальные растворы с положительными отклонениями от закона Рауля образуются из чистых компонентов с поглощением теплоты (ΔНраств > 0); объём раствора оказывается больше, чем сумма исходных объёмов компонентов (ΔV > 0). Растворы с отрицательными отклонениями от закона Рауля образуются с выделением теплоты (ΔНраств < 0); объём раствора в этом случае будет меньше, чем сумма исходных объёмов компонентов (ΔV < 0).

## Второй закон Рауля
Отличие давления паров над раствором от давления паров над чистым растворителем существенно влияет на процессы кристаллизации и кипения. Из первого закона Рауля выводятся два следствия, касающиеся понижения температуры замерзания и повышения температуры кипения растворов, которые в объединённом виде известны как второй закон Рауля.

### Понижение температуры кристаллизации растворов
См. также: понижение точки замерзания (англ. Freezing-point depression)
Условием кристаллизации является равенство давления насыщенного пара растворителя над раствором давлению пара над твёрдым растворителем. Поскольку давление пара растворителя над раствором всегда ниже, чем над чистым растворителем, это равенство всегда будет достигаться при температуре более низкой, чем температура замерзания растворителя. Так, океанская вода начинает замерзать при температуре около −2 °C.
Разность между температурой кристаллизации растворителя T°fr и температурой начала кристаллизации раствора Tfr есть понижение температуры кристаллизации.
- Понижение температуры кристаллизации бесконечно разбавленных растворов не зависит от природы растворённого вещества и прямо пропорционально моляльной концентрации раствора.

{\displaystyle T_{fr}^{o}-T_{fr}=\Delta T_{fr}=Km}
Поскольку по мере кристаллизации растворителя из раствора концентрация последнего возрастает, растворы не имеют определённой температуры замерзания и кристаллизуются в некотором интервале температур.

### Повышение температуры кипения растворов
Жидкость кипит при той температуре, при которой общее давление насыщенного пара становится равным внешнему давлению. Если растворённое вещество нелетуче (то есть давлением его насыщенных паров над раствором можно пренебречь), то общее давление насыщенного пара над раствором равно парциальному давлению паров растворителя. В этом случае давление насыщенных паров над раствором при любой температуре будет меньше, чем над чистым растворителем, и равенство его внешнему давлению будет достигаться при более высокой температуре. Таким образом, температура кипения раствора нелетучего вещества Tb всегда выше, чем температура кипения чистого растворителя при том же давлении T°b.
- Повышение температуры кипения бесконечно разбавленных растворов нелетучих веществ не зависит от природы растворённого вещества и прямо пропорционально моляльной концентрации раствора

{\displaystyle T_{b}-T_{b}^{o}=\Delta T_{b}=Em}

### Криоскопическаяиэбулиоскопическаяконстанты
Коэффициенты пропорциональности К и Е в приведённых выше уравнениях — соответственно, криоскопическая и эбулиоскопическая постоянные растворителя, имеющие физический смысл понижения температуры кристаллизации и повышения температуры кипения раствора с концентрацией 1 моль/кг. Для воды они равны 1,86 и 0,52 K·моль−1·кг, соответственно. Поскольку одномоляльный раствор не является бесконечно разбавленным, второй закон Рауля для него в общем случае не выполняется, и величины этих констант получают экстраполяцией зависимости из области малых концентраций до m = 1 моль/кг.
Для водных растворов в уравнениях второго закона Рауля моляльную концентрацию иногда заменяют молярной. В общем случае такая замена неправомерна, и для растворов, плотность которых отличается от 1 г/см³, может привести к существенным ошибкам.
Второй закон Рауля даёт возможность экспериментально определять молекулярные массы соединений, неспособных к диссоциации в данном растворителе; его можно использовать также для определения степени диссоциации электролитов.

## Растворы электролитов
Законы Рауля не выполняются для растворов (даже бесконечно разбавленных), которые проводят электрический ток — растворов электролитов. Для учёта этих отклонений Вант-Гофф внёс в приведённые выше уравнения поправку — изотонический коэффициент i, неявно учитывающий диссоциацию молекул растворённого вещества:
{\displaystyle \Delta T_{fr}=iKm};
{\displaystyle \Delta T_{b}=iEm}
Неподчинение растворов электролитов законам Рауля и принципу Вант-Гоффа послужили отправной точкой для создания С. А. Аррениусом теории электролитической диссоциации.